# Bリーグオールスターゲーム
B.LEAGUE ALL-STAR GAME（ビーリーグ オールスターゲーム）は、B.LEAGUEのオールスターゲームである。

## 大会概要
- 主催：日本バスケットボール協会 / ジャパン・プロフェッショナル・バスケットボールリーグ
- 特別協賛：アダストリア（2023年大会：ドットエスティ B.LEAGUE ALL-STAR GAME）

## 概略
「B.BLACK」と「B.WHITE」の2チームで対抗戦を行う。選出方法はリーグが定めたものとする。
第1回となる2017年は、B1所属選手をクラブの枠を外してドラフトなどでチーム分けをしていたが、2018年はB1・B2所属に広げた上でクラブの前年度の最終順位に基づいたチーム分けになった。2019年以降はB1所属のみになったが、2021年は2019-20シーズンが新型コロナウイルス感染拡大に伴い、シーズンが打ち切りになり、順位が確定できなかったため、暫定順位に基づいてチーム分けがなされた。このほか、開催地をホームとするB2所属の茨城ロボッツの選手も、リーグ推薦で選ばれた。しかし、新型コロナウイルス感染再拡大の影響により、開催地である水戸市から中止の要請を受け、開催中止となった。
ヘッドコーチはB.BLACKは前年度B1優勝、B.WHITEは同準優勝クラブのヘッドコーチがそれぞれ務める。

### 選出方法
ファン投票
2017年は、B1所属選手からリーグが指定したインターネットによるファン投票で12名（日本人8名、外国籍4名）を選出し、リーグが選出したヘッドコーチ2名によりドラフト形式で6名ずつ分けられた。
2018年以降は、両チームそれぞれ5名（スターティング5）を選出。
リーグ推薦
続いてリーグが推薦各を追加。2017年は5名。2018年以降は7名が選出される。
2021年からは「アジア特別枠選手」を1名、「加入初年度の外国籍選手」を両チーム1名ずつ、「新人賞選考対象者」を両チーム1名ずつ選出される。
SNS投票
最後にリーグが指定したSNSを利用した投票で各1名を加えて出場選手が決まる。
指定のSNSはTwitter、Instagram、LINE（2018年より）の3種類。2020年まではFacebookも対象だった。

### オールスターウィークエンド
第1回大会（2017年）前日には、韓国バスケットボールリーグ王者との対抗戦「イーストアジア・クラブチャンピオンシップ」も行われた。
イーストアジアCSとオールスター本戦の2日間で、それぞれの試合前に「3Pコンテスト」、当日の試合前とハーフタイムに「ダンクコンテスト」も実施。
2025年は前日にコンテストとして「スキルズチャレンジ」「3ポイントコンテスト』「ダンクコンテスト」、それに「B.LEAGUE ASIA RISING STAR GAME」が、当日の本戦前に「B.LEAGUE U18 ALL-STAR GAME」がそれぞれ行われる。

## 歴代大会結果
通算成績は、B.BLACKが3勝・B.WHITEが4勝。
| 開催年 | 日程                      | 会場                       | 結果    | 結果         | 結果         | 結果    | 観客数  | MVP                 | 備考 |
| ------ | ------------------------- | -------------------------- | ------- | ------------ | ------------ | ------- | ------- | ------------------- | ---- |
| 2017   | 2017年1月15日             | 国立代々木競技場第一体育館 | B.BLACK | 117-95       | 117-95       | B.WHITE | 9,567人 | 富樫勇樹 （千葉）   |      |
| 2018   | 2018年1月14日             | 熊本県立総合体育館         | B.BLACK | 111-123      | 111-123      | B.WHITE | 3,242人 | 小林慎太郎 （熊本） |      |
| 2019   | 2019年1月19日             | 富山市総合体育館           | B.BLACK | 130-142      | 130-142      | B.WHITE | 4,051人 | 大塚裕土 （富山）   |      |
| 2020   | 2020年1月18日             | 北海きたえーる             | B.BLACK | 123-117      | 123-117      | B.WHITE | 5,073人 | 折茂武彦 （北海道） |      |
| 2021   | 2021年1月15・16日         | アダストリアみとアリーナ   | B.BLACK | （開催中止） | （開催中止） | B.WHITE |         |                     |      |
| 2022   | 2022年1月14・15日         | 沖縄アリーナ               | B.BLACK | （開催中止） | （開催中止） | B.WHITE |         |                     |      |
| 2023   | 2023年1月13・14日         | アダストリアみとアリーナ   | B.BLACK | 127-123      | 127-123      | B.WHITE | 3,146人 | 篠山竜青 （川崎）   |      |
| 2024   | 2024年1月12日・13日・14日 | 沖縄アリーナ               | B.BLACK | 123-128      | 123-128      | B.WHITE | 7,357人 | 岸本隆一 （琉球）   |      |
| 2025   | 2025年1月18日・19日       | LaLa arena TOKYO-BAY       | B.BLACK | 114-119      | 114-119      | B.WHITE | 9636人  | 富樫勇樹 （千葉）   |      |
| 2026   | 2026年1月16日・17日・18日 | HAPPINESS ARENA            |         |              |              |         |         |                     |      |
| 2027   | 2027年                    | IGアリーナ                 |         |              |              |         |         |                     |      |
| 2028   | 2028年                    | GLION ARENA KOBE           |         |              |              |         |         |                     |      |

## 放送
オールスターウィークエンドはバスケットLIVE（2018年まではスポナビライブ）で全日程独占生中継。オールスターゲームはJ SPORTS、U-NEXT、バスケットLIVE for Prime Video、NHK BS（2023年まではBS1）でも生中継。過去にはDAZN、Huluでも配信していた。
2018年はテレビ東京にて深夜録画中継も行われた。2019年はテレビ東京に加えて富山テレビ、沖縄テレビでも録画中継。

## アンバサダー
- 2018年：折茂武彦（Hopeアンバサダー）、おのののか
- 2019年：森矢カンナ
- 2020年：雪ミク（デジタルアンバサダー）

### 男子
- B.LEAGUE
- チャンピオンシップ
- アーリーカップ
- 天皇杯

### 女子
- Wリーグオールスター

### 前身リーグのオールスター
- JBLオールスターゲーム
- NBLオールスターゲーム
- bjリーグオールスターゲーム